# 壬生藩

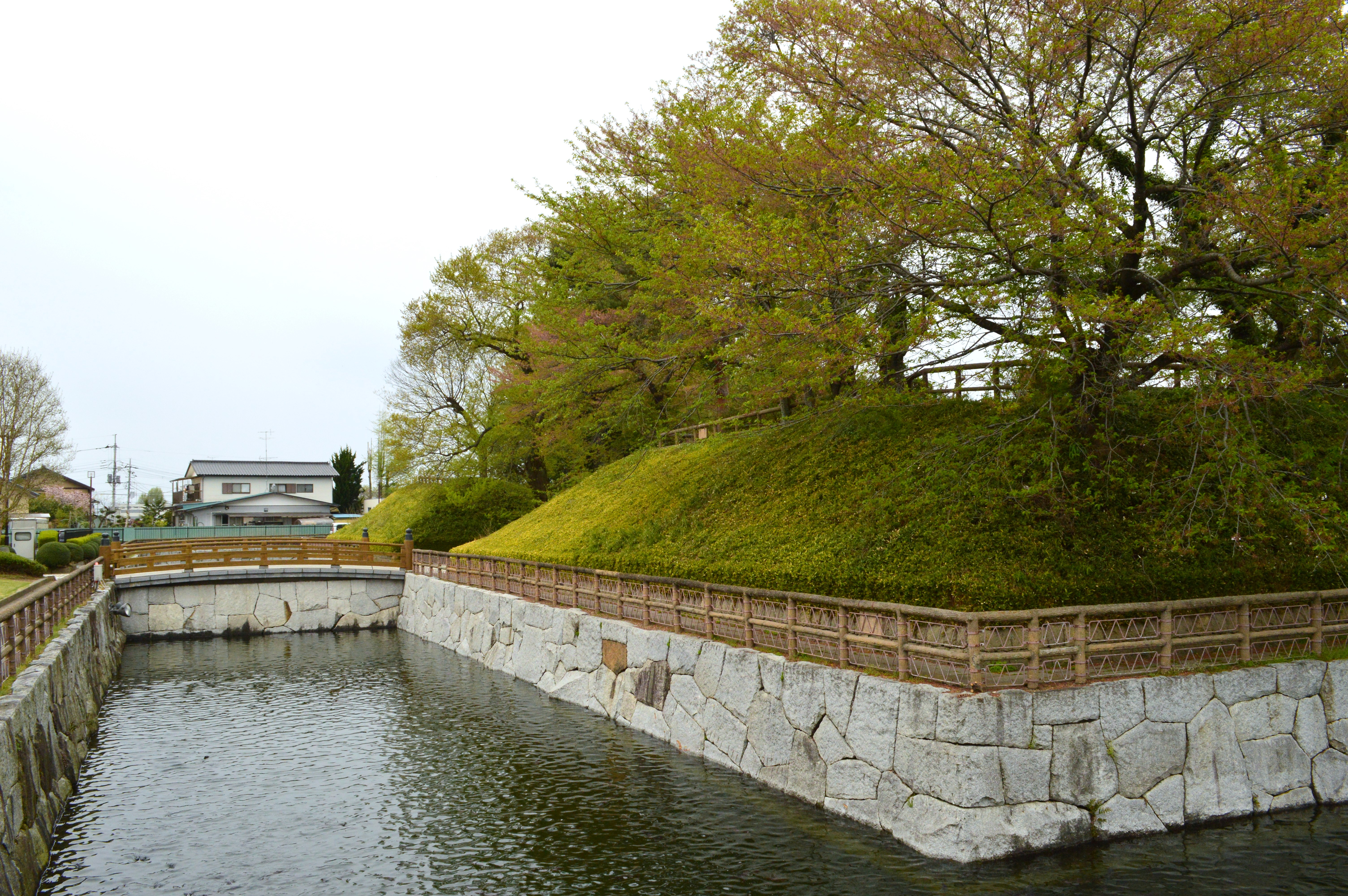
藩庁の置かれた壬生城跡

壬生藩（みぶはん）は、下野国都賀郡壬生の壬生城（現・栃木県下都賀郡壬生町本丸一丁目）に藩庁を置いた藩。1602年に外様大名の日根野氏が入封したことにより立藩し、1634年以後は譜代大名数家が交代した。1712年に鳥居氏が3万石の大名として入封し、廃藩置県まで続いている。

## 歴史

### 前史
戦国期、壬生城には壬生氏が拠点を置き、その勢力は壬生から鹿沼にかけて広がっていたとされる。小田原征伐の際に壬生義雄は北条方として小田原籠城に参加し、大名としての壬生氏は没落した。壬生地域は結城秀康（結城藩）の支配下に置かれた。結城氏の所領支配についてはほとんどわかっていないが、結城家の「指南」である徳川家康が深く関与し、大久保長安や伊奈忠次ら家康の代官たちによって実質的な支配が行われていたという推測がある。関ヶ原の戦いの後、秀康は越前国1国（福井藩参照）を与えられ転出した。

### 日根野氏の入封と壬生通りの整備

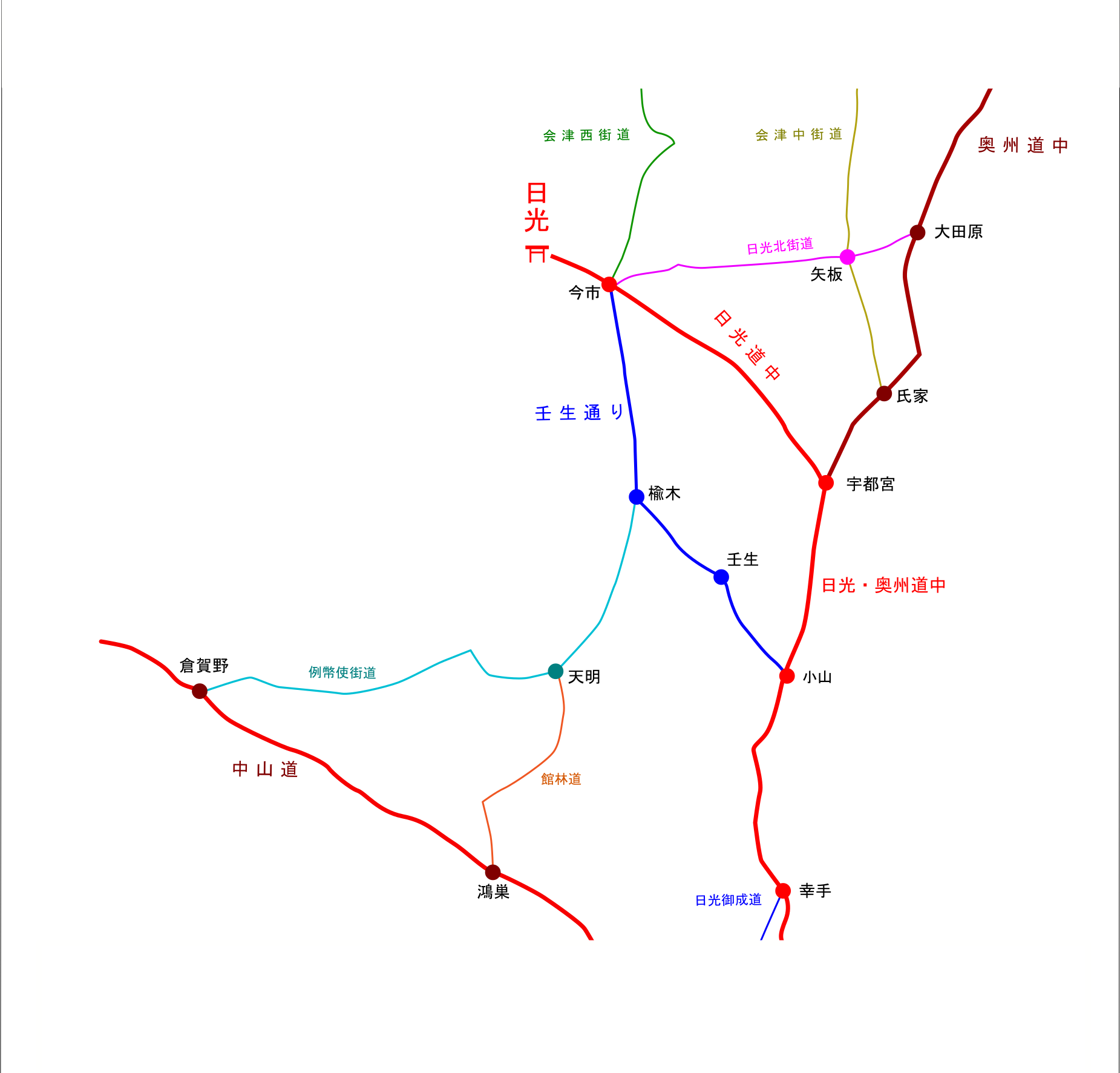
壬生通りおよび周辺の主要街道の略図。

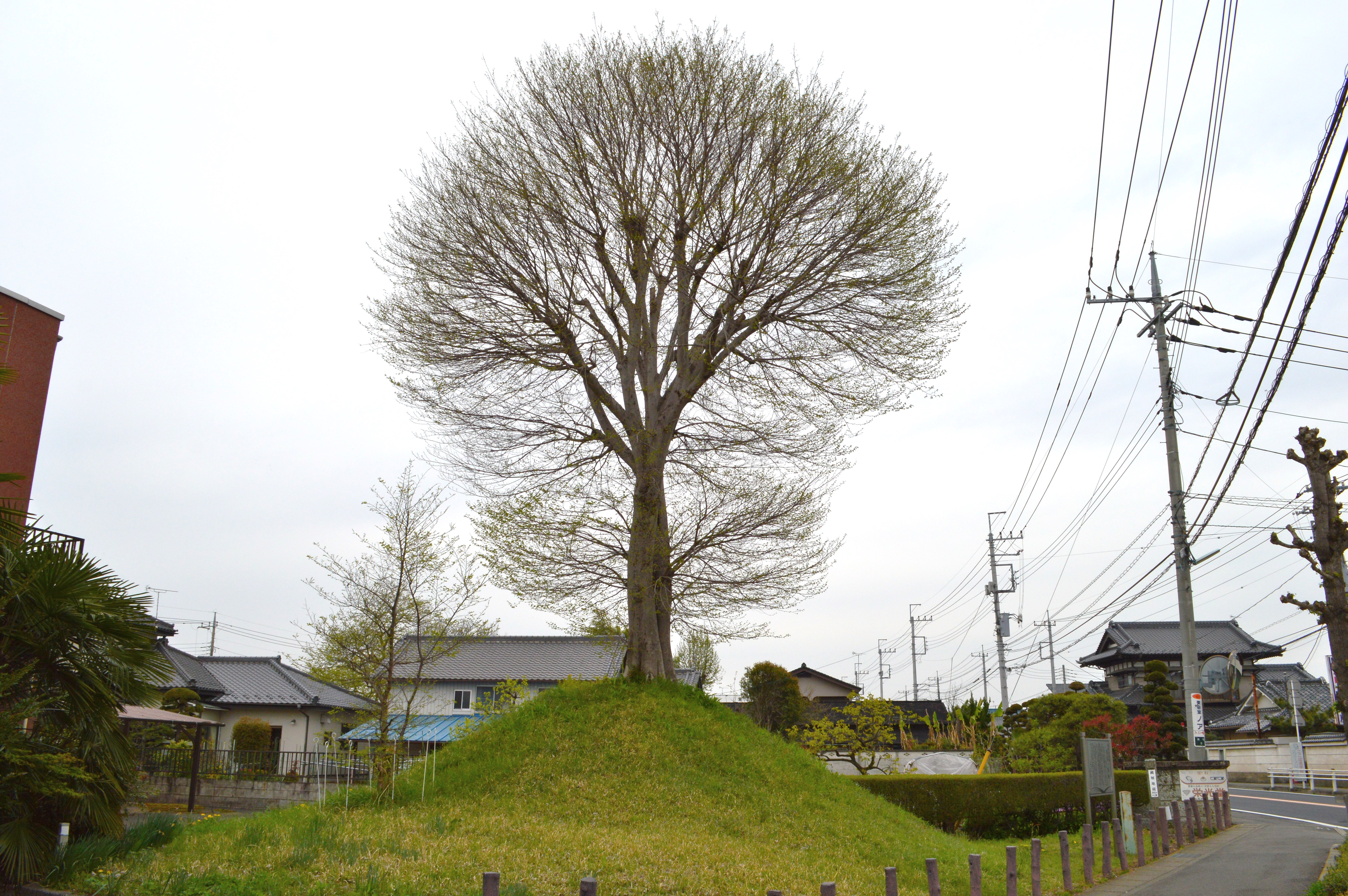
壬生一里塚（国史跡）。1604年に壬生通りに設けられた一里塚である。

慶長7年（1602年）、信濃国高島藩から日根野吉明が1万900石で入封した。これが壬生藩の立藩となる。壬生城は中世の築城と伝えられているが、日根野吉明の時代に近世的な城郭としての修築が行われたと考えられる。
元和2年（1616年）から3年（1617年）にかけて日光に東照社（のちの日光東照宮）が造営されるが、これと並行して小山から壬生・鹿沼・今市を経て日光に至る「壬生通り」（日光西街道）が大河内秀綱によって整備された。宇都宮から日光に至る日光街道の整備は、本多正純が宇都宮城下を整備した元和5年（1619年）以降と見られることから、壬生通りは日光への主街道として整備されたとみなされる。壬生通りは将軍の社参路として、あるいは資材の輸送路として使用され、幕府の道中奉行によって管轄された。秀忠・家光の時代には、将軍が日光に社参する時には復路で壬生通りを通り、壬生城で宿泊することが通例であった。
寛永11年（1634年）、日根野吉明は豊後国府内藩に2万石で加増転封となる。

### 将軍側近たちの城
翌寛永12年（1635年）年6月、徳川譜代の阿部忠秋が2万5000石で入封する。忠秋は徳川家光に幼少期から仕えた側近で、「六人衆」として幕政に参与し、寛永10年（1633年）には松平信綱・堀田正盛と共に宿老（老中）並に進んでいた。壬生入封後間もない寛永12年（1635年）12月には加判の列に加わっている。寛永16年（1639年）1月、阿部忠秋は武蔵国忍藩へ移封された。なお、壬生と並んで壬生通りの要地である鹿沼（鹿沼藩）には、阿部忠秋の壬生入封と同じ寛永12年（1635年）に「六人衆」の阿部重次が、次いで家光側近の朽木稙綱が入封しており、これは家光の壬生通り重視の表れと見なされる。以後、壬生は幕閣級の大名の封地となった。
寛永16年（1639年）1月、忠秋に代わって2万5000石で壬生に入封した三浦正次も、家光の「六人衆」の一人である。下総国矢作藩からの1万石の加転封であった。なお、三浦正次が入封された際に下総国結城郡・猿島郡で6900石が宛行われているが、「山川領」と呼ばれるこの地域は幕末まで壬生藩領として受け継がれることになる。三浦氏は検地などを行って藩政の基礎を固めた。第2代藩主・三浦安次は弟に5000石を分知。第3代藩主・三浦明敬は奏者番・若年寄を歴任している。元禄5年（1692年）2月23日、明敬は日向国延岡藩に2万3000石で移封された。
三浦氏に代わり、松平輝貞（大河内松平家）が3万2000石で入った。輝貞は徳川綱吉の小姓を務めていた側近で、柳沢吉保とともに側用人として活動した。元禄7年（1694年）8月には摂津国・河内国・下野国内で1万石を加増され、元禄8年（1695年）5月には上野国高崎藩に加増転封された。輝貞が壬生藩主であったのは3年間であったが、壬生城の大改築と城下の大改修が行われた。城下の経済的発展に対応するものとされ、城の大手門は城の南から東に移された。

### 加藤明英と「七色掛物反対越訴」
元禄8年（1695年）、若年寄を務めていた近江国水口藩主・加藤明英が2万5000石で壬生に転封された。
加藤明英の入封後間もなく「七色掛物反対越訴」と呼ばれる事件が発生したとされている。これは、7種類の農作物について運上金を納めさせる「七色の掛物」と言われる新税がかけられため、これに反対する農民たちが越訴を企て、下稲葉村（現在の壬生町下稲葉）の石井伊左衛門・上稲葉村（現在の壬生町上稲葉）の神永市兵衛・壬生新町（現在の壬生町壬生）の須長作次郎の3人が処刑されたが、越訴に加わった11か村では「七色掛物」が免除されたというものである（刑死者の名前や事件の細部については、バリエーションがある）。この「七色掛物反対越訴」の顛末については、天保年間（1830年 - 1844年）には地域で伝承としてすでに広く知られるようになっており、刑死者を祀る祠が存在する。明治期の自由民権運動の中で小室信介が全国の一揆をまとめた書籍『東洋民権百家伝』において、下稲葉村の鯉沼九八郎が提供した情報をもとに収録したことで全国に知られるようになった。
ただし、この事件についての直接的な史料（七色掛物の賦課を命じる触書や、免除を認める達しなど）は発見されていない。『壬生町史』は、壬生藩には「七色掛物」の賦課があり次の鳥居氏の時代にも引き継がれたこと（ただし「七色掛物」が加藤氏時代に始まったかは不明）、賦課対象の作物が必ずしも壬生地域で生産されておらず他領で行われていた制度を移入した可能性が高いこと、越訴に参加したと伝えられる村で鳥居氏の時代に「七色掛物」が免除されていることなどを明らかにしている。これらは加藤氏時代に賦課をめぐる越訴があった可能性を示しているが、『壬生町史』は「歴史的事実として確定するには至っていない」と慎重な叙述をおこなっている。
明英は正徳2年（1712年）1月2日に死去。同年2月26日、加藤嘉矩の家督相続が認められたが、同時に加藤氏は旧領水口に戻された。

### 鳥居家の入封

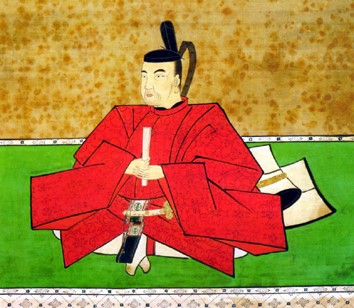
鳥居忠英

正徳2年（1712年）、加藤氏と入れ替わる形で、水口藩主であった若年寄の鳥居忠英が3万石で壬生に入る。以後、鳥居家の治世が幕末・明治維新期まで続く。
初代・鳥居忠英は殖産興業にも意を払った名君であったと伝えられており、旧封地の水口から干瓢をもたらしたとされる（#特産品節参照）。藩校である学習館を創設するなどして藩政の基礎を固めた。3代・鳥居忠意は寺社奉行・若年寄を経て、天明6年（1786年）に老中に昇った。
寛延年間（1748年 - 1751年）にはすでに窮乏していたとされる藩財政は悪化の一途をたどった。背景としては、年貢収納の減少、18世紀中期以降の北関東の村々の荒廃化などが挙げられる。
文政9年（1826年）、鳥居忠挙が6代藩主となる。忠挙はのちに奏者番から若年寄に昇進するが、藩財政は困難の度を増し、天保9年（1838年）には藩の借財は9000両に達する。藩は藩士からの知行の借り上げなどの施策をとった。天保5年（1834年）には「殿様無尽」と呼ばれる金融政策も行われているが、町や村に割り当てを行い、強制的なかたちで行われたと見られている。農民に対しては奢侈を禁止して質素倹約を求め、講師を藩が招聘して心学講話も行った。また、他領への出奉公の禁止や、すでに領外で奉公している者の帰郷を奨励するとともに、北陸方面から一向宗門徒を移住させる入百姓政策を行い（同様の入百姓政策は近隣の藩領や幕領でも試みられていた）、領内人口の維持・増加を図った。

### 幕末の壬生藩

#### ペリー来航の衝撃
嘉永6年（1853年）、ペリーが来航した。藩主の鳥居忠挙は当時若年寄を務めていたが、政治的に目立った動きは見せていない。
ペリー来航の衝撃は壬生にも及んだ。壬生藩の高島流砲術師範であった友平栄は、嘉永6年（1853年）に幕府からの要請を経て「幕府大砲鋳造方」に任じられた。藩も鉄砲鍛冶や火薬製造担当者を雇用し軍備増強を図ったが、町村や豪商から多額の「御用金」を徴収した。折あしく、嘉永6年（1853年）12月28日には壬生城下で「伊勢屋火事」と呼ばれる大火が発生し、町の大半が焼失した。

#### 藩内抗争と「元治の騒乱」
安政4年（1857年）、第7代・鳥居忠宝が藩主に就任した。壬生藩内には、若い藩主を押し立てて藩体制を変革しようとする大島金七郎・石崎誠庵らの尊王攘夷派グループが形成され、門閥政治のもとで実権を握る保守派の重臣たちを打倒しようとする動きを始めた。文久2年（1862年）には江戸家老鳥居志摩、国家老鳥居千万之丞を自殺に追い込み、文久3年（1863年）には藩政主導権を手中にした。文久3年（1863年）3月、藩主忠宝は江戸出府を命じられ、同年5月には大坂加番が命じられる。
翌文久4年/元治元年（1864年）に入ると、水戸藩尊攘派の動きが活発化し、筑波山に結集した藤田小四郎・田丸稲之衛門らは3月27日に挙兵する（天狗党の乱）。壬生藩政を主導する尊攘派は、藩主不在の壬生藩領の混乱を避けるべく、「天狗党」筑波勢に接触し、金銭などを提供した。鎌田寸四郎は脱藩のかたちをとって「天狗党」に参加し、一党が壬生藩領を通行しないようにし、壬生城下への放火などを避けさせている。
幕府が「天狗党」討伐命令を出すと、壬生藩は山川陣屋に兵力を動員する。大坂の忠宝も国元の情勢を理由に「加番御免」を命じられ、7月25日に壬生城に帰着した。こうした状況下、「天狗党」への資金提供が問題視され、大島ら壬生藩の尊攘派は失脚することになる。鎌田寸四郎は6月に帰藩した後に投獄され、獄中で番士の刀を奪って自刃するという最期を遂げた。壬生藩勢は筑波勢追討のため常陸国に進軍し、那珂湊を巡る戦いに加わった。9月18日には雲雀塚で、9月25日には湊原で戦闘があり、藩士や郷足軽に死傷者を出した。その後もいくつかの戦闘が行われた。「天狗党」の西上を受け、壬生藩兵は帰城するが、藩内の親水戸派に対する処分が続いた。大島金七郎らは揚屋入りの処分が下された。幕府は壬生藩の鎮圧行動を称えた。

#### 大政奉還から戊辰戦争まで
慶応3年（1867年）10月14目、徳川慶喜は大政奉還を行う。壬生藩に対して、江戸幕府は江戸城和田倉門の警備を命令、朝廷は藩主の上洛を命令した。一方壬生藩は、臨時の資金が必要という名目で領内に対して御用金を賦課した。慶応4年（1868年）1月3日、鳥羽・伏見の戦いで幕府が敗北すると、壬生藩は新政府側についた。朝廷からの上洛命令に対し、藩主忠宝が病気であると弁明した上、藩主の弟である鳥居忠文、家老の鈴木文蔵らを京都に派遣した。忠文は京都で壬生藩の立場を守るため尽力した。一方下野国では、3月29日に安塚村（現在の壬生町大字安塚。旗本領）で打ちこわしが発生、周辺地域に拡大し「下野の世直し一揆」（「野州世直し一揆」などとも称される）へと発展した。壬生藩は藩領への一揆波及を食い止めるため藩兵を動かした。
下野国に進出した新政府軍は4月11日に宇都宮城に入るが、大鳥圭介（元歩兵奉行）ら旧幕府軍は日光を本拠地とすべく北上、小山の戦いで新政府軍を破り（新政府軍側には壬生藩兵も参加していた）、宇都宮城を落城させた。新政府軍は宇都宮城奪回のため、壬生城を拠点とした。壬生城に入った新政府軍は、鳥取藩・土佐藩・松本藩が主体で、これに近隣の吹上藩なども加わっていた。4月22日には、姿川河畔の安塚で戦闘が行われ、苦戦の末に旧幕府軍を宇都宮に引き揚げさせた（安塚の戦い）。一方、別の旧幕府軍部隊が壬生城に迫り、雄琴神社付近で戦闘が行われている。壬生地域では、雄琴神社の神職である黒川豊麿が神職を結集して「利鎌隊」を組織、また常世長胤が組織した「蒼龍隊」に壬生出身者も参加した。

### 明治維新期の壬生藩
明治3年（1870年）、鳥居忠宝が病気を理由に隠居し、鳥居忠文が壬生藩知事に就任する。明治4年（1871年）の廃藩置県で壬生藩は廃藩となり、壬生県が置かれ、その後栃木県に編入された。
なお、壬生藩知事を解任された鳥居忠文は岩倉使節団に同行してアメリカに留学、のちに外交官となる。
また、鳥居忠宝は赤御堂地区（現在の壬生町上稲葉）の別邸に隠居した。別邸には士族授産施設として茶畑と製茶工場「共産社」を設けた。茶畑と工場では最盛期に800人が働き、アメリカを中心に年間20トン程度の茶葉の輸出も行ったが、明治10年代後半（1872年 - 1886年）に農産物価格下落のあおりを受けて経営が悪化し、工場は解散して茶畑も公売にかけられた。2023年、壬生町歴史民俗資料館は、別邸と製茶工場を描いた見取り図が確認されたと発表した。

## 歴代藩主

### 日根野家
1万900石 外様
1. 日根野吉明

### 阿部家
2万5000石 譜代
1. 阿部忠秋

### 三浦家
2万5000石 譜代
1. 三浦正次
2. 三浦安次
3. 三浦明敬

### 松平（大河内）家
3万2000石→4万2000石 譜代
1. 松平輝貞

### 加藤家
2万5000石 譜代格
1. 加藤明英
2. 加藤嘉矩

### 鳥居家
3万石 譜代
1. 鳥居忠英
2. 鳥居忠瞭
3. 鳥居忠意
4. 鳥居忠燾
5. 鳥居忠威
6. 鳥居忠挙
7. 鳥居忠宝
8. 鳥居忠文

## 幕末の領地
- 下野国
  - 都賀郡のうち - 38村
- 下総国
  - 葛飾郡のうち - 1村
  - 猿島郡のうち - 4村
  - 結城郡のうち - 15村
- 大和国
  - 葛下郡のうち - 4村
- 播磨国
  - 美嚢郡のうち - 25村
  - 加東郡のうち - 4村

## 文化・産業・人物

### 藩校「学習館」
壬生藩の藩校は正徳3年（1713年）に鳥居家初代・鳥居忠英によって創設された。全国的にみても早い時期に設立された藩校の一つであり、下野国（現在の栃木県）では最初の藩校である。忠英の時代の藩校についてはっきりしたことはわからないが、藩校は「二ノ丸門外北側堀端」に置かれて学問は古学を中心としており、家老の高須弥助（諱は便次）が助力したという。
6代・鳥居忠挙は藩校の大改革を行い、学問は古学に代わって朱子学が採用された。「学習館」という名称もこの時に定められたものである。藩士の子弟は8歳で藩校に入学することが義務付けられ、教授陣についても充実が図られた。水戸藩や笠間藩からの入学者や寄宿生もあり、藩校は手狭になったため二ノ丸門前に移転した。
なお、明治2年に鳥居忠文が藩政改革を行う中で学習館の改革も行われた。1872年（明治5年）ごろとみられる時期に学習館の校舎や生徒を撮影した写真が2022年に発見されており、「藩校の写真としては全国で最も古い可能性」もあるとされる。学習館は廃藩後に壬生県に移管されて廃止された。学習館の跡地は学校用地として使用され、現在は壬生町立壬生小学校が建つ。

### 蘭学・医学

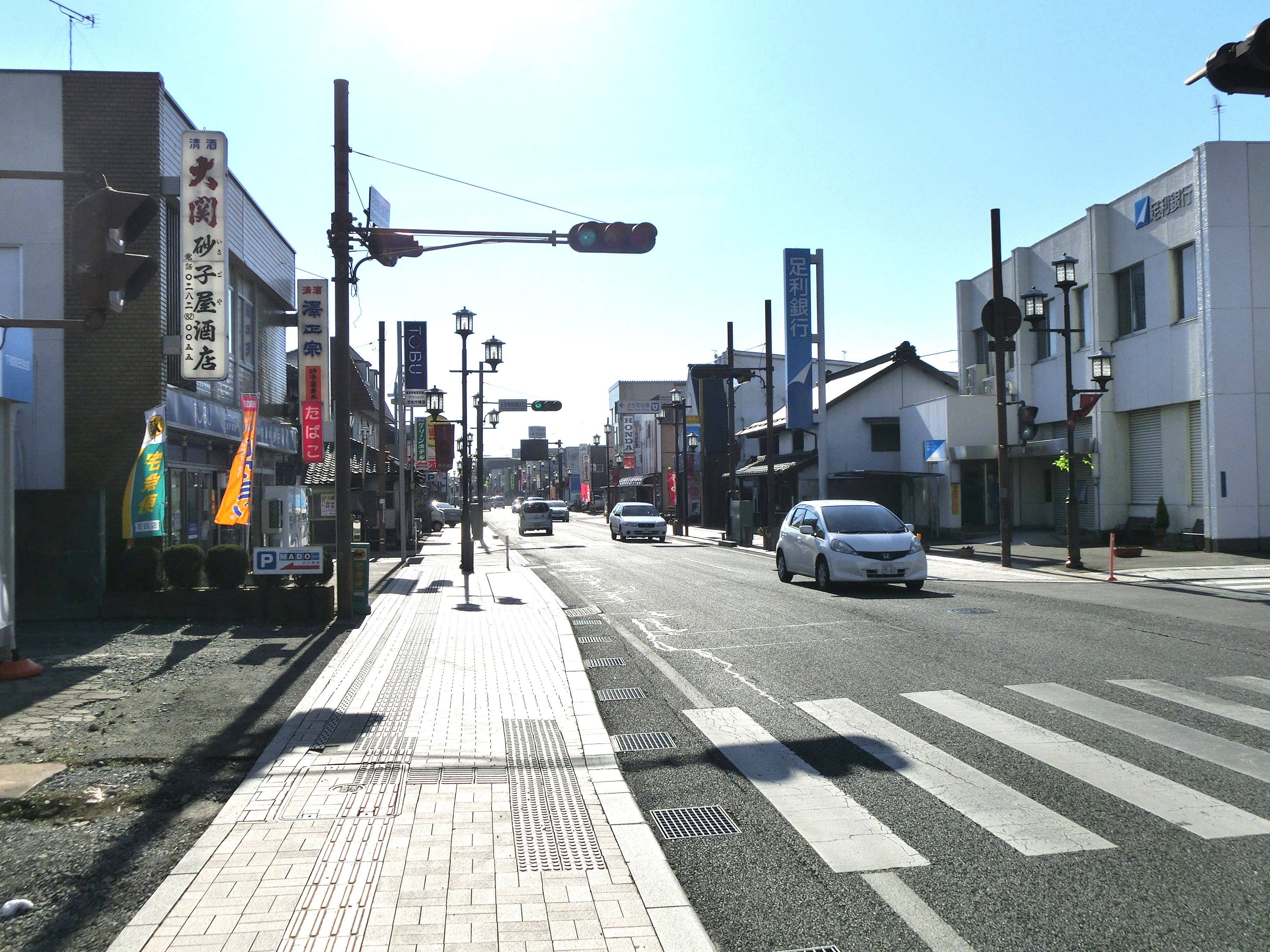
壬生市街の蘭学通り（壬生町役場入口交差点付近、2012年撮影）

江戸時代後期の壬生藩では蘭学が盛んに行われた。現代の壬生市街中心部を通る道路（かつての壬生通り＝日光西街道であり、栃木県道18号小山壬生線の一部）には「蘭学通り」の愛称が付けられている。
壬生藩医の子として生まれた斎藤玄昌（玄正）は江戸で蘭学と医学を学び、天保5年（1834年）に壬生藩医となった。天保11年（1840年）には壬生上河岸の刑場で石崎正達らとともに人身解剖を行い、記録として『解体正図』を残した。1850年には、疱瘡（天然痘）を防ぐための種痘（牛痘）を下野国で初めて実施した。
鳥居忠挙は蘭学の採用と医学の振興に熱心な藩主で、1857年にオランダ人医師のポンぺが来日して長崎で西洋医学を体系的に教授した際には、壬生藩医の榊原玄瑞が長崎に派遣されて学んだ。
壬生藩士の友平栄は江川英龍に蘭学と砲術を学び、藩の砲術家となった。のちに幕府に登用される。また同じく藩士の斎藤留蔵も江川塾で蘭学と砲術を学び、のちに咸臨丸の航海には最年少（16歳）の乗組員として参加した。
また、明治時代に御用医師・医史学研究者となった漢方医の河内全節が壬生藩医出身である。このほか、太田胃散創業者の太田源三郎（太田信義）が壬生藩出身である。

### 剣術
神道無念流の流祖である福井兵右衛門嘉平は壬生の出身であり、壬生藩では剣術が盛んであった。幕末期には藩主の鳥居忠挙が武芸を奨励したこともあり、多くの剣士を輩出した。江戸に開かれた神道無念流の道場・練兵館では、斎藤弥九郎のもとで壬生藩士の野原正一郎、松本五郎兵衛、友平栄らが学んだ。野原は「練兵館の四天王」の一人として知られ、松本は天狗党の乱に際して壬生藩軍の指揮を執り、友平は先述の通りのちに砲術も修めた。

### 特産品

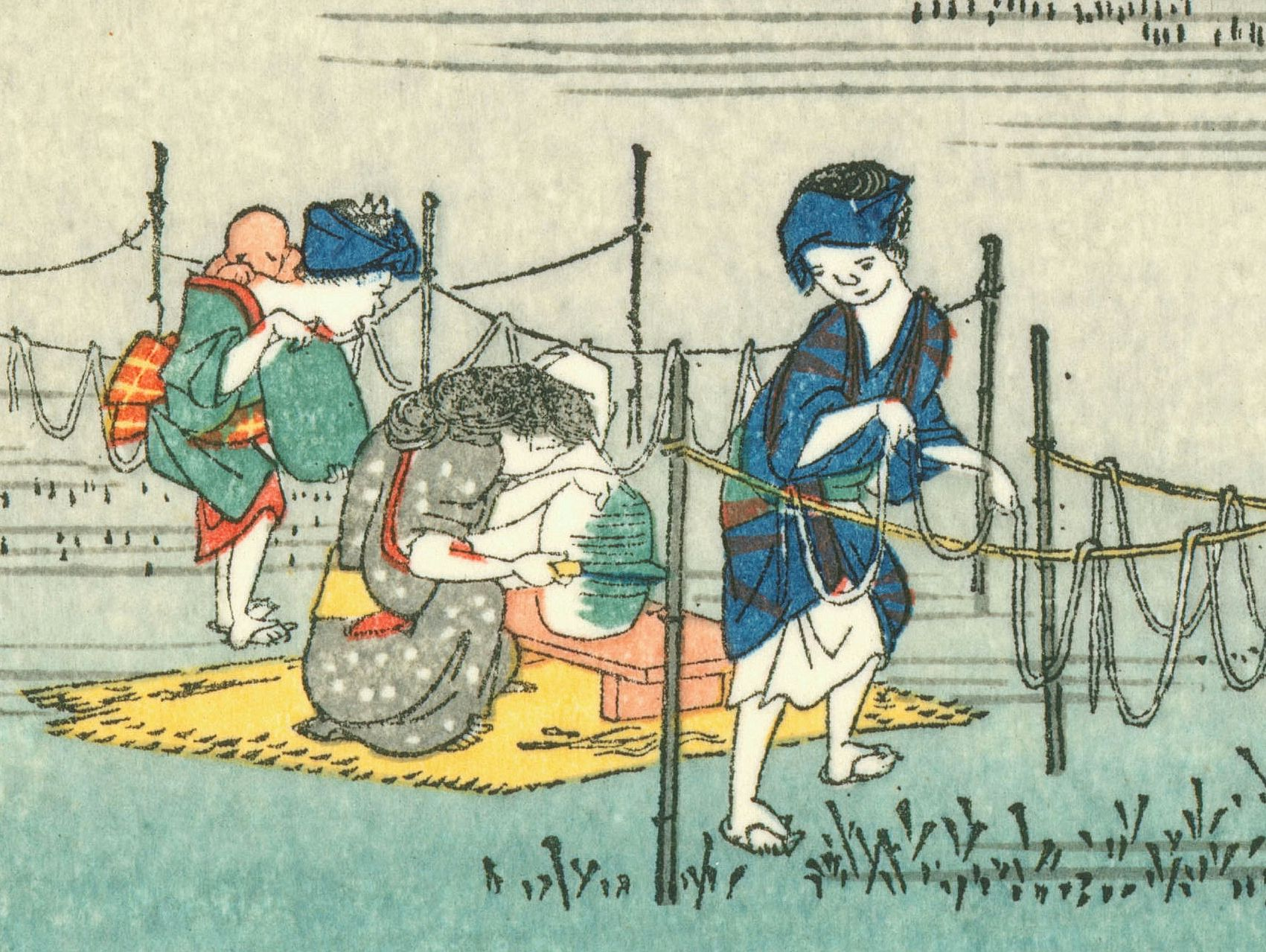
歌川広重『東海道五十三次』のうち「水口」の部分拡大。干瓢干しを描いている。壬生の干瓢は鳥居忠英が前領地の水口からもたらしたと伝承されている。

壬生はかんぴょう（干瓢）が特産品とされている（現代においても、かんぴょうの国内生産量の9割以上を栃木県が占める）。
干瓢は、摂津国木津（現在の大阪市浪速区付近）が発祥地であるとされ、慶長の初め（16世紀末）に長束正家が近江国水口にもたらしたと伝えられる。壬生地域では、鳥居忠英が旧封地の近江水口から壬生地域に干瓢の栽培を伝えたとされており、鳥居忠英が入封した正徳2年（1712年）は壬生で「かんぴょう伝来」の年と位置付けられている。一方水口側では、同年に壬生から水口に移った加藤嘉矩が、壬生から干瓢の新しい生産技術をもたらしたとも伝えている。
実際に壬生地域でいつ頃から干瓢が生産されるようになったかは不明である。『壬生町史』では、壬生地域で干瓢生産が盛んになったのは鳥居氏入封以後としており、宝暦・明和期（1751年 - 1772年）に藩が何らかの働きかけを行った可能性を述べている。